# Stuckanock
Stuckanock (Stuckenock), ime kojim se označava jedna od plemenskih indijanskih skupina koje su se nakon 1714. smjestile na Fort Christanni u okrugu Brunswick, Virginia, gdje će uz plemena Tutelo, Saponi, Occaneechi i Meipontsky ili Meiponski, postati kolektivno poznati kao Saponi ili Fort Christanna Indijanci.
Vjerojatno su identični s plemenom Stegaraki, plemenom iz saveza Manahoac. 